# Пяйдласька сільська рада
Пяйдласька сільська рада (ест. Päidla külanõukogu, рос. Пяйдлаский сельский совет) — сільська рада в Естонській РСР, адміністративно-територіальна одиниця в складі повіту Тартумаа (1945—1950) та Отепяського району (1950—1954).

## Історія
13 вересня 1945 року на території волості Отепяе в Тартуському повіті утворена Пяйдласька сільська рада з центром у селі Пяйдла. Головою сільської ради обраний Рудольф Уттер (Rudolf Utter).
26 вересня 1950 року, після скасування в Естонській РСР повітового та волосного поділу, сільська рада ввійшла до складу новоутвореного Отепяського сільського району.
17 червня 1954 року в процесі укрупнення сільських рад Естонської РСР Пяйдласька сільська рада ліквідована. Її територія склала північну частину Отепяської сільської ради.